# Manuel Vítor Gonçalves
Manuel Vítor Gonçalves (Itajaí, 8 de fevereiro de 1930 - 2005) foi um político brasileiro.

## Vida
Filho de Vítor João Gonçalves e de Rosalina Gonçalves.

## Carreira
Foi deputado à Assembleia Legislativa de Santa Catarina na 7ª legislatura (1971 — 1975), eleito pelo Movimento Democrático Brasileiro (MDB).